# Armored Core: For Answer
Armored Core: For Answer (яп. アーマード・コア フォーアンサー Āmādo koa fōansā) — компьютерная игра в жанре меха-шутера от третьего лица, разработанная студией FromSoftware и изданная Ubisoft. Игра является тринадцатой в серии Armored Core, и является прямым продолжением Armored Core 4.

## Сюжет
Действие игры происходит спустя более 10 лет после событий Armored Core 4. Большая часть поверхности Земли стала непригодной для жизни из-за загрязнения частицами Кодзимы, рассеянными во время войны Lynx. Захватившие мир корпорации из Pax Economica строят для людей массивные платформы, плавающие в воздухе на более 7000 метрах над землей, которые были названы Колыбелями. Однако, часть населения все равно вынуждена жить на поверхности.
Группа пилотов Lynx, недовольная текущим положением вещей, формирует силы сопротивления, названные ORCA, и начинает накапливать оружие для борьбы с корпорациями. Игрок берет на себя роль пилота одного из передовых мехов, именуемых NEXT, и оказывается в центре вооруженного противостояния между корпорациями и ORCA.

## Критика
| Сводный рейтинг    | Сводный рейтинг | Сводный рейтинг |
| Издание            | Оценка          | Оценка          |
| Издание            | PS3             | Xbox 360        |
| ------------------ | --------------- | --------------- |
| GameRankings       | 66,23 %         | 65,74 %         |
| Metacritic         | 62/100          | 64/100          |
| Иноязычные издания |                 |                 |
| Издание            | Оценка          | Оценка          |
| Издание            | PS3             | Xbox 360        |
| 1UP.com            | C−              | C−              |
| Destructoid        | 3/10            | N/A             |
| Edge               | N/A             | 7/10            |
| Famitsu            | 29/40           | 30/40           |
| Game Informer      | 6.25/10         | 6.25/10         |
| GameSpot           | 7/10            | 7/10            |
| GameZone           | 7.9/10          | 7/10            |
| IGN                | 7.8/10          | 8/10            |
| OPMUK              | 5/10            | N/A             |
| OXM                | N/A             | 5.5/10          |

Игра Armored Core: For Answer получила неоднозначные отзывы критиков на обеих платформах согласно агрегатору рецензий Metacritic. Основным недостатком, отмеченным многими рецензентами, было отсутствие активного онлайн-сообщества. Кевин Ван Орд из GameSpot в своем обзоре указал, что при попытке протестировать игру он обнаружил «менее десятка игроков на Xbox Live», а на PlayStation Network смог найти «лишь одного противника». В Японии версия для PlayStation 3 получила оценку 29 из 40 баллов от журнала Famitsu. Версия для Xbox 360 была оценена тем же изданием в один балл «9» и три балла «7», в то время как Famitsu Xbox 360 поставил ей 31 балл из 40 возможных.